# Dasyarctia
Dasyarctia é um género de traça pertencente à família Arctiidae.